# Kyaw Myo Min
Kyaw Myo Min (birmanisch ကျော်မျိုးမင်း; geboren in Myanmar) ist ein myanmarischer Journalist, Medienunternehmer und politischer Aktivist. Er begann seine Karriere als Reporter, gründete später die Medienunternehmen AKonThi Media und NP News und entwickelte sich zu einem einflussreichen Akteur in der myanmarischen Medienlandschaft, der auch internationale politische Lobbyarbeit betreibt.

## Karriere als Journalist und Medienunternehmer
Kyaw Myo Min begann seine journalistische Laufbahn als Reporter bei der wöchentlich erscheinenden Nachrichtenzeitschrift Pyi Myanmar News Journal (birmanisch ပြည်မြန်မာ). Nach seiner Zeit als Reporter gründete Kyaw Myo Min sein eigenes Medienunternehmen namens AKonThi Media. Im Laufe seiner Karriere entwickelte er sich zu einem einflussreichen Akteur in der myanmarischen Medienlandschaft.
Im Jahr 2021 gründete Kyaw Myo Min ein weiteres Medienunternehmen unter dem Namen NP News (= Neo Politics News), das sich auf die Berichterstattung über aktuelle Ereignisse in Myanmar spezialisiert hat. NP News betreibt eine Nachrichtenwebsite, die Inhalte in birmanischer, englischer und chinesischer Sprache anbietet. Das Unternehmen ist auch auf verschiedenen Social-Media-Plattformen wie YouTube, TikTok und X, vormals Twitter, aktiv, um seine Reichweite zu vergrößern. Neben der digitalen Präsenz produziert NP News auch Videoinhalte und führt Interviews durch. Kyaw Myo Min fungiert auch als Direktor des Unternehmens Mythical Myanmar, das mit seinen Medienaktivitäten in Verbindung steht.

## Politische Aktivitäten und Lobbyarbeit
Kyaw Myo Min engagiert sich in verschiedenen Bereichen der myanmarischen Politik. Im September 2023 unternahm er gemeinsam mit zwei weiteren Personen eine Reise nach Japan, um dort für die Unterstützung der vom Militär geplanten Wahlen in Myanmar zu werben. Bei einem Treffen mit japanischen Parlamentariern am 19. September 2023 in Tokio vertrat Kyaw Myo Min die Position, dass die Oppositionskräfte in Myanmar, insbesondere das National Unity Government (NUG) und die People’s Defence Force (PDF), für die anhaltende Krise im Land verantwortlich seien. Er präsentierte den japanischen Abgeordneten Propagandamaterial des Militärregimes, das angebliche Verbrechen der Widerstandsgruppen dokumentierte. Kyaw Myo Min argumentierte für die Durchführung von Wahlen als Lösung für die politische Krise in Myanmar. Seine Lobbyarbeit in Japan zielte darauf ab, internationale Unterstützung für die Position des Militärregimes zu gewinnen und gleichzeitig den Widerstand gegen den Militärputsch 2021 zu diskreditieren. Die Delegation, der Kyaw Myo Min angehörte, traf sich mit Vertretern der japanischen Opposition und versuchte, diese von ihrer Sichtweise zu überzeugen.
Kyaw Myo Mins politische Aktivitäten sind eng mit der Pro-Militär-Fraktion Tatmadaw in Myanmar verbunden. Er nutzt seine Plattform, um für die Positionen des Militärregimes zu werben und dessen geplante Wahlen zu legitimieren. Seine Bemühungen zielen darauf ab, internationale Akteure zu beeinflussen und die Opposition in Myanmar in einem negativen Licht darzustellen. Durch Teilnahme an internationalen Delegationen und Lobbygesprächen versucht er, die Wahrnehmung des Konflikts in Myanmar zugunsten des Militärregimes zu prägen und dessen Interessen auf globaler Ebene zu vertreten.